# Francisco Javier García Arnáiz

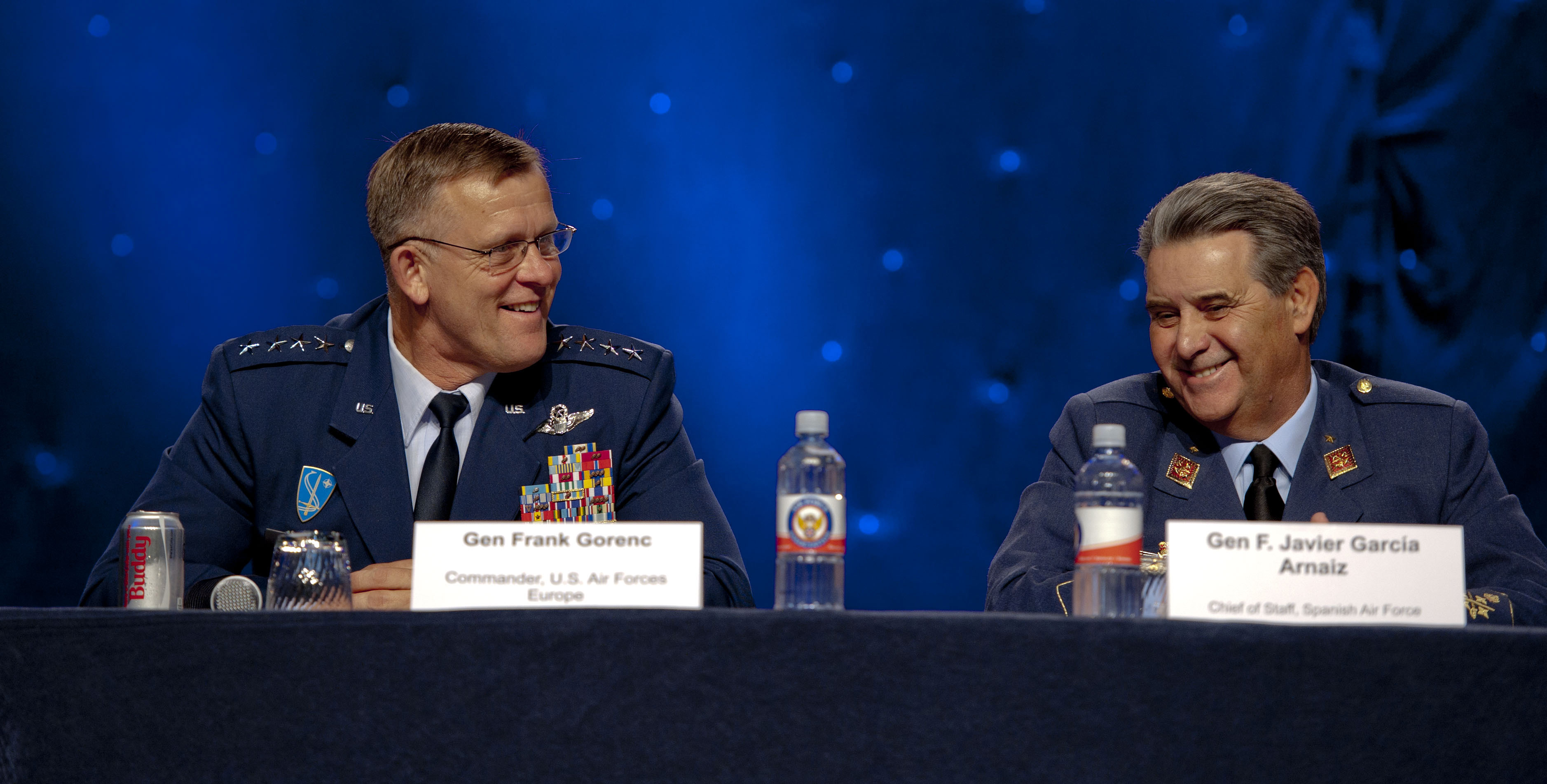
El Gal. García Arnáiz (dreta) durant una conferència a Washington.

Francisco Javier García Arnáiz (Madrid, 4 de desembre de 1954) és un general espanyol pertanyent al Exèrcit de l'Aire del que va ostentar la prefectura del seu Estat Major des del 28 de juliol de 2012 fins al 31 de març de 2017.
Pilot de guerra, també ha rebut instrucció com a controlador aeri avançat (FAC), piloto de transport i vol bàsic. Ha estat instructor de vol de caces F-18 i compta amb la Diplomatura de Estat Major. A l'estranger ha realitzat els cursos NAT Defence College Senior Course i el de Seguretat de Vol dels Estats Units.

## Biografia
Va cursar estudis a la ciutat de Madrid. Va ingressar en l'Exèrcit de l'Aire l'any 1972, va ser alumne de la XXVIII promoció de l'Acadèmia General de l'Aire, aconseguint l'ocupació de tinent el 1976 i completant la seva formació com pilot de guerra a l'Escola de Polimotors. Va obtenir la seva primera destinació a l'Ala 12, una de les unitats principals del Comandament Aeri de Combat (MACOM) de l'Exèrcit de l'Aire situada en localitat madrilenya de Torrejón de Ardoz, que li va permetre aconseguir l'ocupació de capità l'any 1979. Posteriorment va estar destinat en diverses destinacions operatives en l'abans citada Ala 12, a l'Ala 15, situada a Saragossa (on va ascendir a tinent coronel) i a l'Ala 21 a Morón de la Frontera, província de Sevilla. Entre 1993 i 1995 va formar part dels efectius assignats a la Caserna General del Comandament Aeri Operatiu. L'any 2000, ja com a coronel, va accedir a la prefectura de l'Ala 12.
Convertit en oficial d'Estat Major, va ocupar diversos càrrecs en el Gabinet del Cap d'Estat Major i en l'Estat Major de l'Exèrcit de l'Aire, dedicat a activitats de preparació de la Força de la branca aèria de les Forces Armades. En 2006, durant alguns mesos, va ser cap de la Base de Suport Avançat a Herat (Afganistan). Entre 2007 i 2010 va ser Adjunt al Representant Militar davant el Comitè Militar de l'OTAN i Adjunt al Representant Militar davant el Comitè Militar de la Unió Europea. En 2007 va ser nomenat general de brigada i dos anys més tard general de divisió, sent designat segon cap d'Estat Major de l'Exèrcit de l'Aire. El 28 de juliol de 2012 va rebre el comandament de l'Exèrcit de l'Aire, i en va prendre possessió el 31 de juliol. El 31 de març de 2017 va ser rellevat d'aquesta prefectura pel tinent general Javier Salto, director del Gabinet Tècnic de la Ministra de Defensa. Va assistir a la cerimònia de presa de possessió del seu successor, celebrada el 3 d'abril. Francisco Javier García Arnáiz està casat i és pare de dos fills.

## Condecoracions
- Gran Creu de la Reial i Militar Orde de Sant Hermenegild.
- Gran Creu al Mèrit Aeronàutic amb distintiu blanc.
- Gran Creu de l'Orde del Mèrit de la Guàrdia Civil.
- Creu al Mèrit Aeronàutic amb distintiu blanc (Cinco cops).
- Placa de la Reial i Militar Orde de Sant Hermenegild.
- Encomana de la Reial i Militar Orde de Sant Hermenegild.
- Creu de la Reial i Militar Orde de Sant Hermenegild.
- Creu de l'Orde al Mèrit de la Guàrdia Civil amb distintiu blanc.
- Medalla de Plata al Mèrit Policial.
- Medalla de les Nacions Unides (UNPROFOR).
- Medalla OTAN (Antiga Iugoslàvia).
- Medalla OTAN (No artículo 5 'ISAF').
- Gran Creu de la Medalla al Mèrit Militar de la República Portuguesa.
- Medalla al Mèrit Santos Dumont de la República Federativa de Brasil.
- Medalla Creu Centenari Aviació Militar de la República de Xile.
- Oficial i Cavaller de la Legió d'Honor de la República Francesa.
- Gran Oficial de la Medalla Mèrit Aeronáutic de la República Oriental d'Uruguai.